# Fogars de la Selva
Fogars de la Selva (em catalão e oficialmente) ou Fogás de Tordera (em castelhano) é um município da Espanha na comarca de Selva, província de Barcelona, comunidade autónoma da Catalunha. Tem 32,28 km² de área e em 2021 tinha 1 540 habitantes (densidade: 47,7 hab./km²). É o único município da província de Barcelona que integra a comarca de Selva.

## Demografia
| Variação demográfica do município entre 1991 e 2004[carece de fontes?] | Variação demográfica do município entre 1991 e 2004[carece de fontes?] | Variação demográfica do município entre 1991 e 2004[carece de fontes?] | Variação demográfica do município entre 1991 e 2004[carece de fontes?] |
| ---------------------------------------------------------------------- | ---------------------------------------------------------------------- | ---------------------------------------------------------------------- | ---------------------------------------------------------------------- |
| 1991                                                                   | 1996                                                                   | 2001                                                                   | 2004                                                                   |
| 397                                                                    | 573                                                                    | 806                                                                    | 1045                                                                   |